# Bormida
Bormida é uma comuna italiana da região da Ligúria, província de Savona, com cerca de 453 habitantes. Estende-se por uma área de 22 km², tendo uma densidade populacional de 21 hab/km². Faz fronteira com Calice Ligure, Calizzano, Mallare, Osiglia, Pallare, Rialto.

## Demografia
| Variação demográfica do município entre 1861 e 2011                               |
|                                                                                   |
| Fonte: Istituto Nazionale di Statistica (ISTAT) - Elaboração gráfica da Wikipedia |